# 로드오브다이스
《로드오브다이스》는 엔젤게임즈(NGELGAMES)에서 출시한 모바일 롤플레잉 게임이다.

## 게임

### 배경
운명의 두 신, '리베'와 '에빌'의 탑의 전쟁이자 다이서 전쟁이 몇천 년의 시간에 걸쳐 6번째 게임이 리베의 승리로 끝났다. 그로부터 2,000여 년 뒤, 평화로운 나라로 알려진 프리든에서 한 소녀, '그레일'의 희생으로 리베의 평화를 지속시키고 있다. 어느 날, 에빌을 따르는 '라플라스'가 프리든 왕을 살해하고 전쟁을 일으키려 했고, 리베를 따르는 4대 신관 '룬'이 라플라스를 저지한다. 그로부터 10년 후, 프리든의 새로운 국왕인 '레이첼'이 전(前) 국왕과 다른 선택을 한다. 그레일을 데리고 탑을 열지만 이로 인해 에빌의 봉인이 깨지며 탑의 주도권을 건 전쟁이 다시 발생하게 된다.

### 플레이
다이서 카드는 공격력, 공격 타입, 체력, 주사위 면체 타입, 이동력(MOVE)를 가지고 있다. 이런 카드를 겹치지 않게 6장으로 팀을 꾸려 게임을 시작한다. 게임을 진행할 때 카드를 내면 카드에 적혀있는 공격 타입으로 공격하며 이동력 숫자만큼 앞으로 전진한다. 적과 같은 칸에서 만나면 다이스 배틀을 하는데, 이때 주사위가 사용된다. 주사위 숫자가 더 높은 사람이 이기는 방식이다. 이렇게 게임을 진행하여 GOAL에 가장 먼저 도착하거나 상대방의 체력을 0으로 만드는 사람이 이긴다.

## 캐릭터

### 브레이커단
기억을 잃고 탑에 떨어진 프리든의 해결사.
아서 CV.정재헌
| 생일        | 1월 2일                                                   |
| 연령        | 20살                                                      |
| 신장        | 181cm                                                     |
| 특이사항    | 크사르 출신, 알비온과 드래이그는 스승 아서스트림이 준 것. |
| 목표        | 강한자를 쓰러트린다.                                      |
| 좋아하는 것 | 수련! 그리고 강한 자와의 대결이지!                        |
| 싫어하는 것 | 없음!                                                     |

아르메리아 CV.박신희
| 생일        | 2월 29일                                            |
| 연령        | 10대                                                |
| 신장        | 163cm                                               |
| 특이사항    | 칼라디움의 유일한 제자, 피아는 칼라디움의 옛 동료.  |
| 목표        | 칼라디움님을 따라잡는 것?                           |
| 좋아하는 것 | 마법 연구와 계란 요리!                              |
| 싫어하는 것 | 흐으으음.... 칼라디움님의 말도 안 되는 심부름요...? |

필립 CV.심규혁
| 생일        | 12월 23일                                                  |
| 연령        | 측정불가                                                   |
| 신장        | 186cm                                                      |
| 특이사항    | 하프요정 (아버지가 인간)                                   |
| 목표        | 딱히 없음.                                                 |
| 좋아하는 것 | 활 정리, 예전에 아서와 갔던 식당의 흑맥주는 제법 좋았었지. |
| 싫어하는 것 | 인간들 (브레이커단 제외)                                   |

클라라 CV.김도영
| 생일        | 5월 11일                                                                                   |
| 연령        | 30살                                                                                       |
| 신장        | 177cm                                                                                      |
| 특이사항    | 전(前) 프리든의 제 3의 재벌                                                                |
| 좋아하는 것 | 트러플 소스를 곁들인 어린 양고기를 블루레어로 구운 스테이크와 누야카족이 만든 특제 포도주. |
| 싫어하는 것 | 제대로 조리되지 못한 세상의 모든 요리는 내 입에 넣을 가치가 없다고 생각해.                 |
| 라이벌      | 아마란스                                                                                   |

#### 일행
유리 CV.김채하
탑을 올라가는 도중 기억을 잃은 유리와 만나 합류하게 된다.
| 생일        | 3월 17일                                          |
| 연령        | 10대                                              |
| 신장        | 165cm                                             |
| 특이사항    | 미래에서 온 자                                    |
| 목표        | 세계 평화                                         |
| 좋아하는 것 | 음... 제가 있던 곳과 다른 점을 기록하는 것?       |
| 싫어하는 것 | 약육강식같은 것에 취해 힘을 휘두르고 다니는 자들. |

레이첼
브레이커단이 탑에 떨어진 직후 잠시 기억을 잃고 있는 동안 만난 합류하게 된 인물.
| 생일        | 12월 24일                                                                      |
| 연령        | 18살                                                                           |
| 신장        | 165cm                                                                          |
| 특이사항    | 전(前) 프리든 왕국의 공주 (현 국왕)                                            |
| 목표        | 프리든 왕국에 올바른 평화를 만드는 것.                                         |
| 좋아하는 것 | 예전이라면 아버님과의 정원 산책이지만, 지금은 못하니까... 브레이커단과의 모험? |
| 싫어하는 것 | 맛없는 요리!                                                                   |

### 라플라스
에빌의 추종자.
레이븐 CV.류승곤
| 생일        | 12월 31일                                                |
| 연령        | 측정불가                                                 |
| 신장        | 190cm                                                    |
| 특이사항    | 크사르 출신                                              |
| 목표        | 물론 룬을 없애고 에빌님을 현신시키는 것.                 |
| 좋아하는 것 | 그런걸 가질만큼 여유롭진 않다. 수련도 취미라면 취미겠지. |
| 싫어하는 것 | 룬                                                       |

라이즈
| 생일          | 5월 21일                                                   |
| 연령          | 10대                                                       |
| 신장          | 166cm                                                      |
| 특이사항      | 늑대인간                                                   |
| 목표          | 레이븐의 목표가 내 목표지!                                 |
| 좋아하는 것   | 카린이랑 밤 산책, 레이븐과의 수련, 레이븐이 만들어준 음식! |
| 싫어하는 것   | 불 그리고 마늘, 마늘 냄새 지독해!                          |
| 탄생화 & 꽃말 | 참제비고깔 & 자유                                          |

카린
| 생일        | 3월 6일                                            |
| 연령        | 10대                                               |
| 신장        | 153cm                                              |
| 특이사항    | 마녀 출신                                          |
| 목표        | 에빌님을 세상에 불러서 날 괴롭힌 자들을 없애는 것! |
| 좋아하는 것 | 신선한 요리와 마늘로 라이즈 괴롭히기               |
| 싫어하는 것 | 불, 어린시절 꿈                                    |

리비아
| 생일          | 9월 2일 |
| 연령          | 20대 |
| 신장          | 180cm |
| 특이사항      | 몰락한 과거의 귀족 가문 |
| 목표          | 가문을 몰락시킨 아마란스와 하이드를 이 세상에서 없애버리는 것                                                                            |
| 좋아하는 것   | 카린이랑 라이즈, 그 아이들한테 귀족시절 이야기를 들려주면 눈이 초롱초롱해지는데, 그 모습이 참 재미있어~. 길거리에 파는 간식들, 새로웠어! |
| 싫어하는 것   | 찌질한 것, 그리고 수프 종류는 다 싫어.                                                                                                   |
| 탄생화 & 꽃말 | 멕시칸 아이비 & 변화 |
| 좋아하는 동료 | 레이븐 |

### 룬
리베의 추종자, 4대 신관.
잔느
| 생일        | 6월 27일                                   |
| 연령        | 10대                                       |
| 신장        | 152cm                                      |
| 특이사항    | 잔나와 자매사이                            |
| 목표        | 리베님을 따라 이 세계의 질서를 유지하는 것 |
| 좋아하는 것 | 성가대 활동, 언니가 만들어준 치킨 수프!    |
| 싫어하는 것 | 룬                                         |

아마란스
| 생일                    | 7월 2일                                               |
| 연령                    | 30대                                                  |
| 신장                    | 172cm                                                 |
| 특이사항                | 프리든의 제 1 재벌                                    |
| 목표                    | 현 체제의 유지                                        |
| 좋아하는 것             | 글쎄, 전에 잔느가 만들어준 치킨 수프? 그거 맛있더라~. |
| 싫어하는 것             | 싸구려 음식, 구질구질한 삶                            |
| 좋아하는 동료           | 잔느                                                  |
| 라이벌 의식을 느끼는 적 | 뭐 굳이 따지자면 클라라가 되겠네.                     |
| 탄생화 & 꽃말           | 금어초 & 욕망                                         |

엘리엇
| 생일          | 10월 14일                                                  |
| 연령          | 30대                                                       |
| 신장          | 184cm                                                      |
| 특이사항      | (현) 리베라 기사 단장                                      |
| 목표          | 리베님을 따라 이 세계의 평화와 질서를 수호하는 것이다!     |
| 좋아하는 것   | 동료 중에서는 하이드를 좋아하며, 아침 수련을 즐겨한다.     |
| 싫어하는 것   | 힘도 없는 주제에 남을 지키겠다고 나서는 분수를 모르는 사람 |
| 좋아하는 음식 | 모든 것은 신이 내린 기적                                   |
| 싫어하는 음식 | 신께서 내려주신 일용한 양식을 싫어할 리 없습니다.          |
| 탄생화 & 꽃말 | 국화 & 진실                                                |

하이드
| 생일          | 6월 6일                                                                  |
| 연령          | 20대                                                                     |
| 신장          | 177cm                                                                    |
| 특이사항      | 프리든의 룬, 저명한 과학자                                               |
| 목표          | 리베님의 현신                                                            |
| 좋아하는 것   | 룬을 더 오래 지속시킬 방법을 찾는 게 취미야!                             |
| 좋아하는 음식 | 아직가지 이 몸을 만족시킬만한 음식은 먹어보지 못했는걸?                  |
| 싫어하는 음식 | 하하, 빌어먹을 에빌의 시대를 경험해봤으면 이런게 있냐는 질문은 못할텐데? |
| 탄생화 & 꽃말 | 노랑붓꽃 & 믿는 자의 행복                                                |

#### 일행
그레일
| 생일        | 1월 1일                    |
| 연령        | 18살                       |
| 신장        | 161cm                      |
| 특이사항    | 전(前) 봉인된 탑의 열쇠    |
| 목표        | 그런건 없어..              |
| 좋아하는 것 | 명상                       |
| 싫어하는 것 | 레이첼을 괴롭히는 사람들.. |

## 특징
- 매주 수요일 9~1시동안 정기점검이 이뤄진다.
- 판타지 속 새로운 RPG, 마스터를 기다리는 주사위 힘을 가진 개성 넘치는 다이서와 함께하는 모험

기억을 잃고 몬스터가 된 개성 넘치는 다이서들의 기억을 찾아가는 성장 스토리. 모든 기억을 찾을 시, 살아 숨쉬는 Live Ani와 성우 보이스 공개.
- 다양한 전략 전술

같은 능력치의 다이서를 지니더라도 다이서의 다양한 스킬과 속성을 계산하고, 맵의 형태와 순간 상황에 대한 대처에 따라 승패가 결정.
- 다양한 콘텐츠

솔로 플레이를 즐기는 유저를 위한 1인 콘텐츠(이계의 문, 리그전, 강림 보스, 진돌파, 주간 보스 등)부터 많은 사람들과 함께 즐기는 콘텐츠(길드전, 보스레이드, 아레나, 공방전 등)까지 다양한 콘텐츠 제공.

## 오프라인 행사
- 2017년 5월 25~28일, 경기도 킨테스에서 진행된 'PlayX4'에 참가했다. 게임 시연, 미니게임, 선물 증정 및 코스프레, 포토타임이 준비되었으며, 3일동안 멀어서 오지 못한 유저를 위한 현장생중계가 진행되었다.

- 2017년 7월 23일 동안 제 1회 유저간담회가 개최되었다. 약 40여명의 유저와 함께 진행된 간담회는 Q&A와 PvP 토너먼트, 경품추첨으로 진행되었다.

- 2017년 9월 23~24일, 2일 간 대구광역시에서 개최된 'e-Fun 게임 축제'에 참가했다. 코스프레, 주사위, 마스터 인증 선물 배포 이벤트가 공통으로 진행되었다. 24일에는 '제 1회 로드오브다이스 오프라인 아레나 대회'가 추가로 진행되었다. 또한 행사장 근처에 굿즈샵이 행사 기간동안 운영되었다.

- 2017년 9월 24일, 개발자와 음료를 마시며 대화할 수 있는 엔젤 카페가 운영되었다. 위치는 e-Fun 게임 축제 행사장과 도로 5~10분에 위치하여 동시에 진행되었다.

- 2017년 11월 16~19일 동안 부산 BEXCO에서 개최된 'G-STAR'에 참가하였다. 게임 시연, 마스터 인증 선물 배포, 코스프레, 가챠 이벤트가 진행되며 굿즈샵이 운영되었다.

- 2018년 1월 27일, 서울 JBK 컨벤션 홀에서 1주년 생일파티를 개최했다. 대표 Q&A, 프리미엄 소환 이벤트, 현실 다이스 배틀, 아레나, 코스프레, 유저/친구 인증 선물 배포 이벤트, 굿즈샵이 운영되었다.

- 2018년 5월 10~13일 동안 일산에서 개최된 'PlayX4'에 참가하였다.

- 2018년 9월 15일 대구에서 개최된 'e-Fun 게임 축제'에 참가해 '제 2회 로드오브다이스 아레나 대회'인 데스매치 대회가 진행하였다.

- 2019년 1월 12일 대구광역시에서 2주년 생일파티를 개최했다.

- 2019년 5월 9~12일 동안 일산에서 개최된 'PlayX4'에 참가하였다.

- 2020년 2월 1일에 200명의 유저가 참가하는 3주년 생일파티가 개최될 예정이었으나, 코로나19로 인해 무기한 연기되었다.

## 콘텐츠

### 신규 콘텐츠 추가
- 2017년 10월 18일, 자신만의 맵을 설치하고 꾸밀 수 있는 아지트가 업데이트되었다. 본래 아지트 개발 방향은 유저가 직접 만든 맵에서 상대방과 한판 승부를 펼치는 대결 중심의 콘텐츠였으나 변경되어 꾸미기 위주로 추가되었다. 이후 11월 27일에 아지트 대전 콘텐츠, 공방전이 추가되었다.

- 2018년 1월 23일, 1주년 정기점검으로 친구와 함께 클리어해 나가는 친구 연계형 보스 던전 '이계의 문'이 업데이트되었다. 당시 클리어하면 태초 5성 다이서인 '하이드' 스킨 조각을 얻을 수 있는 이벤트가 2주 동안 진행되었다.

- 2018년 3월 14일, 기존 영원의 탑 노멀, 하드 모드보다 한 단계 위인 헬 모드 업데이트되었다. 당시 1~4층이 추가되었으며, 현재 15층까지 업데이트되었다.

- 어둠과 빛을 선택하는 '마력 쟁탈전'이 2018년 8월에 업데이트되어 2019년 12월 11일에 종료되었다. 마력 쟁탈전이란, 유저가 그라마톤과 아담카드몬 두가지 세력 중 하나를 선택해 일주일동안 세력전을 진행하는 이벤트다. 쟁탈전 참가 보상에 '거울 세계' 입장 티켓이 있었는데, 거울 세계 보상으로 '그라마톤' 조각을 얻을 수 있다. 콘텐츠 종료 이후, 거울 티켓이 매주 무료로 제공되며 마력 코인은 거울세계 보상을 통해 얻을 수 있도록 변경되었다. 거울 세계와 신규 다이서 '그라마톤'이 공개되면서 기존 스토리가 확장되었다.

- 2019년 1월 22일, 친구 협공 콘텐츠 '시험이 탑'이 추가되었다. 현재 총 7개의 던전을 즐길 수 있으며 요일별로 하나의 던전이 고정되었다. 3월 11일에 신규 시험의 탑 던전에 반영하기 위한 시험의 탑 던전 인기투표가 공식 카페에서 진행되었다. 당시에 업데이트되었던 던전은 스위치 던전, 얼음과 불의 땅, 극한의 땅, 디펜스 던전뿐이었다. 그중에서 얼음과 불의 땅이 39.76%로 1등 하였다.
- 2020년 1월에 신규 서버 '아르메리아'가 생겼고, 기존 서버의 이름은 '아서'이다. 기존에 플레이하던 유저는 아서 서버에 계정이 남아있지만, 업데이트 직후 두 서버 모두에서 계정이 삭제된 오류가 발생했었다.

### PVP 대회
로드오브다이스의 PVP는 아레나로, 아레나 대전 맵은 총 4개가 존재한다.
- 2017년 9월 24일, 오프라인 행사 e-Fun 게임 축제에서 '제 1회 로드오브다이스 오프라인 아레나 대회' 개최.
- 2018년 9월 15일, 오프라인 행사 e-Fun 게임 축제에서 '제 2회 로드오브다이스 오프라인 아레나 대회-데스매치' 개최.
- 2019년 12월 26일, '제 1회 로드오브다이스 온라인 PVP 대회'가 진행되었다. 총 64강으로 네이버 공식 카페에서 32~64강의 일부 대결 영상과 결승~4강의 모든 대결 영상을 시청할 수 있다.

## 안녕, 나의 주인님
2018년도에 1주년을 맞이하여 마스터(유저)들이 직접 로드오브다이스 광고 모델을 뽑는 리얼 서바이벌 웹예능 《안녕, 나의 주인님》프로젝트가 진행되었다. 영상은 로드오브다이스 유튜브 공식 채널에서 확인 가능하다.
- 방송일

| 1월 26일         | 1월 28일~2월 2일   | 2월 8일   | 2월 9일              | 2월 16일         | 2월 23일           | 3월 2일           | 3월 9일                               | 3월 16일                |
| ---------------- | ------------------ | --------- | -------------------- | ---------------- | ------------------ | ----------------- | ------------------------------------- | ----------------------- |
| 사전 인터뷰 티저 | 후보별 사전 인터뷰 | 본편 티저 | 1화 "서막! 서바이벌" | 개인 프로필 영상 | 2화 "데뷔! 코스어" | 3화"도전! 아레나" | 스페셜 "마스터와 함께하는 댓글마스터" | 4화 "안녕, 나의 주인님" |

- 참여자: 김도하(방송인), 김지훈, 유가연(모델), 권민찬, 임현민(배우), 정선희(배우)
- 우승: 김도하

## 콜라보

### 신의 탑
2017년에 네이버 웹툰 신의 탑과 2번의 콜라보가 이뤄졌다.
4월 26일부터 5월 10일까지 1차 콜라보 이벤트가 진행되었다. 4월 26일에 태초 5성 다이서 '스물다섯번째 밤', '하 유리 자하드', '쿤 란'과 태초 4성 다이서 '라크 레크레이셔'가 출시되었으며 이벤트 기간동안 획득할 수 있었다. 1차 콜라보 기간이 5월 10일에서 5월 17일로 일주일 연장되었다. 5월 24일부터 6월 14일까지 2차 콜라보 이벤트가 진행되었다. 5월 24일에 태초 5성 다이서 '쿤 아게로 아그니스'과 '화련'이 출시되었으며 6월 7일까지 획득할 수 있었다. 6월 7~14일 동안 출시된 신의 탑 콜라보 다이서를 다시 획득할 수 있는 아듀 이벤트가 진행되었다. 이후 신의 탑 콜라보 다이서를 획득할 수 있는 방법은 없다.

### 히어로칸타레 with NAVER WEBTOON
로드오브다이스 형제 게임인 히어로칸타레에 로드오브다이스 일부 다이서(리디, 라크롤러, 아린, 클로드, 아가일, 치퐁, 치치)가 등장한다. 리디와 라크롤러, 아린, 치퐁은 히어로에 해당하며 클로드, 치치는 빌런, 아가일은 중립에 해당한다. 본래 히어로칸타레 세계의 히어로, 빌런이었지만 차원의 틈에 빠져서 로드오브다이스 세계로 차원이동하게 되었다는 설정이다.

## 논란/화제
2018년 1월 23일에 출시된 태초 5성 다이서 '라스'의 원화에서 일본 게임 그랑블루 판타지의 유사점이 발견되었다. 캐릭터 컨셉과 다이서 개인의 스토리에 맞춰 디자인 요청하였으나, 그 중 일부에서 그랑블루와의 유사점이 발견되어 디자인 수정 및 기존의 컨셉, 스토리 설정을 극대화로 수정하기로 결정되었다. 2월2월 7일부터 '라스' 이미지 교체 작업이 시작되었고, 원화뿐만 아니라 애니메이션까지 교체되었다.
납치되었다고 의심되는 인물에게 "당근을 그려주세요, 당근을 넣어주세요, 당근을 흔들어주세요." 등 당근을 이용한 밈(Meme)이 유행타던 시기에 로드오브다이스 유저들 간에서도 밈이 사용되었다. 신규 일러스트가 추가되면 댓글로 "납치되었다면 당근을 그려주세요"라고 남겼고, 이후 마스터 '레이븐'의 잠옷 일러스트에 당근이 그려져서 올라와서 SNS 사이에서 화제가 되었다. 일러스트 관련 아바타 스킨은 2018년 1월 23일에 업데이트되었으며 스킨 이름은 '토끼의 꿈'이다.
2018년 4월 18일부터 5월 1일까지 진행된 잔느 팬아트 이벤트에 페이스북에서 짤툰을 연재 중인 짤툰자까의 작품이 당첨되었다. 짤툰자까가 실제 게임 유저인 것을 확인한 엔젤게임즈의 마케팅팀은 홍보 웹툰 제작으로 연락을 넣었고, 홍보 웹툰이 페이스북에서 '좋아요'와 공유 1만 개 이상 받을 시 콜라보한다는 내기용 웹툰 이벤트를 진행하게 되었다. 작가의 기존 연재 웹툰들의 '좋아요'와 공유 합이 평균 1~3천 개인 점을 보아 콜라보는 일어나지 않을 것이라는 판단하에 바이럴 효과를 기대한 '해프닝'이었다. 그러나 1만 개를 달성하게 되면서 유저들 사이에서 작가의 기존 작품이 일부 부적절한 소재를 사용하여 부적절하다는 여론이 등장했다. 이후 사전 검토가 제대로 진행되지 않아 죄송하다는 공지와 함께 콜라보 이벤트가 취소되었다. 공지에 언급된 짤툰 작가의 입장문을 만화로 확인할 수 있다.
자까작가와 관련된 댓글을 남긴 유저 한 명이 공식 카페에서 강퇴당하는 일이 일어났는데, 사유는 당일 가입하여 이슈에 관한 글에만 댓글을 다는 악의성이 확인된 계정이라는 것이었다. 후에 공지로 운영 측의 잘못된 정보 확인에서 발생한 실수였다고 사과문을 올렸다.